# Полотняний завод, садиба Щєпочкіна
Полотняний завод, садиба Щєпочкіна — історична назва колишньої дворянської садиби, що належала родинам Щєпочкіних та Бістром. Розташована на відстані 30 км від сучасного міста Калуга на високому, сухому березі річки Суходрев.

## Історія. 18-19 століття
В давнину на цьому місці розташовувався старовинний погост Взгомоньє . Тимофій Карамишев отримав від царя Петра І дозвіл на виробництво полотна та паперу. На місті погосту калузький купець-підприємець 1718 р. і вибудував фабрику для виробництва полотна для військових човнів-вітрильників та паперове виробництво. Підприємство було вдалим і доволі швидко збільшувалось. Партнерами по бізнесу 1732 р. стають два ділки з недворянськими, ремісничими прізвищами Гончаров та Щєпочкін. По смерті Карамишева 1735 р. партнери, Григорій Щєпочкін та Афанасій Гончаров розділили майно. Головував Гончаров, грошовий внесок котрого втричі перевищував внесок Щєпочкіна.
Неподалік виникають дві садиби Гончарових і Щєпочкіних. Вдале управління збагатило володарів, відомо, що Гончаров став мільйонером. Обидва отримали дворянство. В останній третині 18 ст. розпочато будівництво двох розкішних дворянських садиб з палацами, парками і господарськими спорудами. Але єдина стилістика ( класицизм ) не стала в перешкоді створити дві досить різні дворянські садиби : розлогу, масштабну садибу Гончарових з великим регулярним парком, кінним двором і садибною церквою і виразну садибу Щєпочкіна з компактним, художньо виразним палацом, що тяжів вже до стилістики ампіру.
До 1782 р. кам'яний, триповерховий палац Щєпочкіна був готовий. Історія будівництва досліджена недостатньо, тому важко назвати автора проекту. Можливо, це майстер школи Матвія Казакова. Внутрішній декор та стінописи ( спрощені, провінційні) виконані в період 1790-1800 рр. За припушеннями стінописи виконані тою ж бригадою провінційних декораторів, що працювали на початку 19 ст. в палаці Золотарьових в місті Калуга. В стінописах переважають орнаментальні композиції з орлами, що утримують гірлянди, медальйони з античними, декоративними профілями, кессони тощо. Картини на стелях доповнюють розписи в техніці грізайль з античними вояками та музичними інструментами. Зали прикрашали великі, білі, кахляні, монументальні печі (прикрашені колонами і вазами ), типові для багатих дворянських садиб. Парадний вхід в палац був з західного боку. Східний фасад, повернутий до саду і річки Суходрев прикрашав єдиний, чотириколонний портик. Поряд насадили липовий сад з квітниками. Ділянка натурального лісу поряд використовувалась як звіринець. Копані ставки садиби Гончарових ( палац якої ще збільшили прибудовами), використовували для потреб виробництва. Утримували Гончарови і оранжереї, і велику псарню для полювання, і власний оркестр кріпаків.
Садиба Щєпочкіна не зазнала суттєвих перебудов і економічних потрясінь Гончарових. Відомо, що нащадок Афанасія Гончарова промотав мільйонний спадок і садиба з розлогим палацом була закладена за борги. Павло Щєпочнін передав садибу Полотняний завод власній доньці. З нею пошлюбився барон Антон Бістром, генерал і герой війни 1812 р. Родина мала семеро дітей, серед яких і донка Олександра Антонівна, що стане дружиною відомого російського хірурга Миколи Пирогова. Але Бістроми мешкали переважно в садибі Нікольське. Паперова мануфактура в селі Кондирево перейшла у спадок іншій доньці Павла Щєпочніка - Олені Павлівні, остання 1853 р. продала фабрику англійцю Говарду.

## В 20 ст.
Наприкінці 19 ст. нащадки Бістомів продали садибу з палацом купцю-старовіру Єршову. 1909 року третій поверх палацу віддали під місцеву школу. Спадкоємиця, донька Єршова, школу в палаці залишила.
Школа логічно існувала в палаці і за часів СРСР, що сприяло збереженню хоча би кам'яної споруди. В роки фашистської навали в садибі стояла військова частина, німецькі вояки створили в радянській школі стайню. Але на відміну від поруйнованого палацу Гончарових, що десятиліттями стояв без дахів, колишній палац Щєпочкіних не постраждав, зберіг аутентичність 18 століття.
В роки існування СРСР школа отримала всі приміщення колишнього палацу. Було проведене опалення, дворянські меблі викинуті, а сентиментальні та пейзажні розписи були забілені. Доба актуальних, ідеологічно інших подій відбилась в створенні копії картини художника Сергія Григор'єва «Прийом новенької в комсомол», за котру митець отримав 1950 р. Сталінську премію другого ступеня. Оригінал картини зберігає нині Національний музей українського мистецтва в місті Київ. Спрощений, але ідеологічно напружений підхід до твору відбився в техніці : копію створили просто на стіні сходової клітки школи високо над головами школярів. Вважали, що достатньо і натяку на картину, давно надруковану в шкільних підручниках для майбутніх будівельників комунізму. Зараз, по розпаду СРСР, в добу дикого капіталізму, дивно спостерігати за цими ідеологічними кліше, так швидко викинутими на смітник історії. Школу з колишнього палацу Щєпочкіна відселили 2007 року.
Поруйнований палац Гончарових в Полотняному заводі ремонтовано з досить приблизним відновленням історичних інтер'єрів і з 1999 передано в Калузький обласний краєзнавчий музей як філію. Тут розташували Історико-архітектурний і природничий музей-садибу «Полотняний Завод» .